# Limone Piemonte
Limone Piemonte (piemontesisch und okzitanisch Limon) ist eine Gemeinde in der italienischen Provinz Cuneo (CN), Region Piemont.

## Lage und Einwohner
Limone Piemonte liegt 27 km südlich von der Provinzhauptstadt Cuneo in der Nähe des Colle di Tenda (1.871 m) der die Seealpen von den Ligurischen Alpen trennt. Die Gemeinde wird vom Vermenagna durchflossen und von den Bergen Costa Rossa (2.404 m), die Cima della Fascia (2.495 m) und die Rocca dell’Abisso (2.755 m) begrenzt. Als eines der schneereichsten Skigebiete Italiens ist Limone unter dem Spitznamen „Königin der Seealpen“ bekannt. Die Gemeinde ist auch im Sommer ein e beliebte Wander- und Bikegegend.
Das Gemeindegebiet umfasst eine Fläche von 71 km² und hat 1342 Einwohner (Stand 31. Dezember 2023). Zur Gemeinde zählen die Fraktionen (Frazioni) Fantino, Limonetto, Panice Soprana, Panice Sottana, San Bernardo und Tetti Mecci.
Die Nachbargemeinden sind Boves, Briga Alta, Chiusa di Pesio, Entracque, La Brigue, Peveragno, Tende und Vernante. 

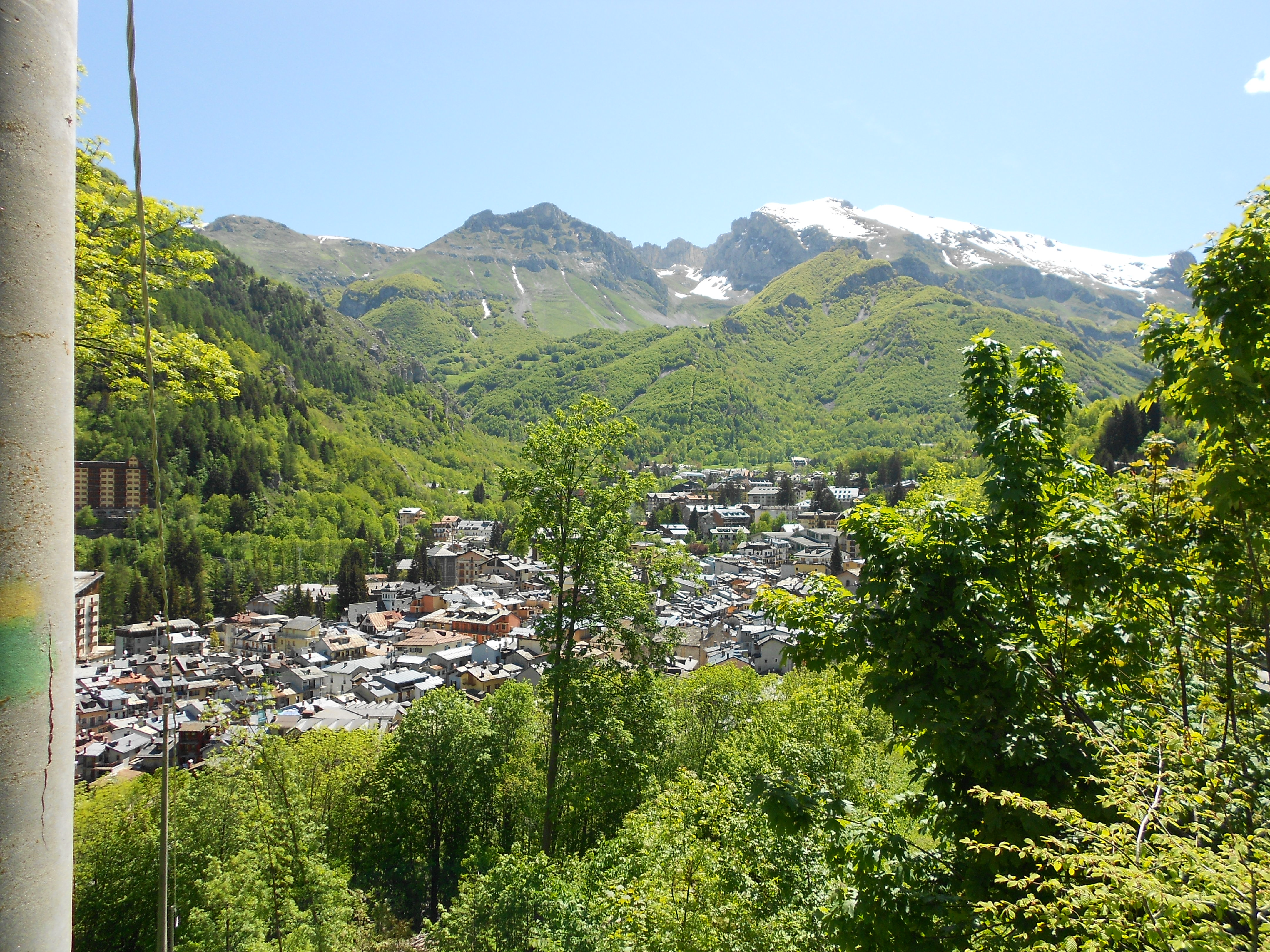
Panorama

## Geschichte

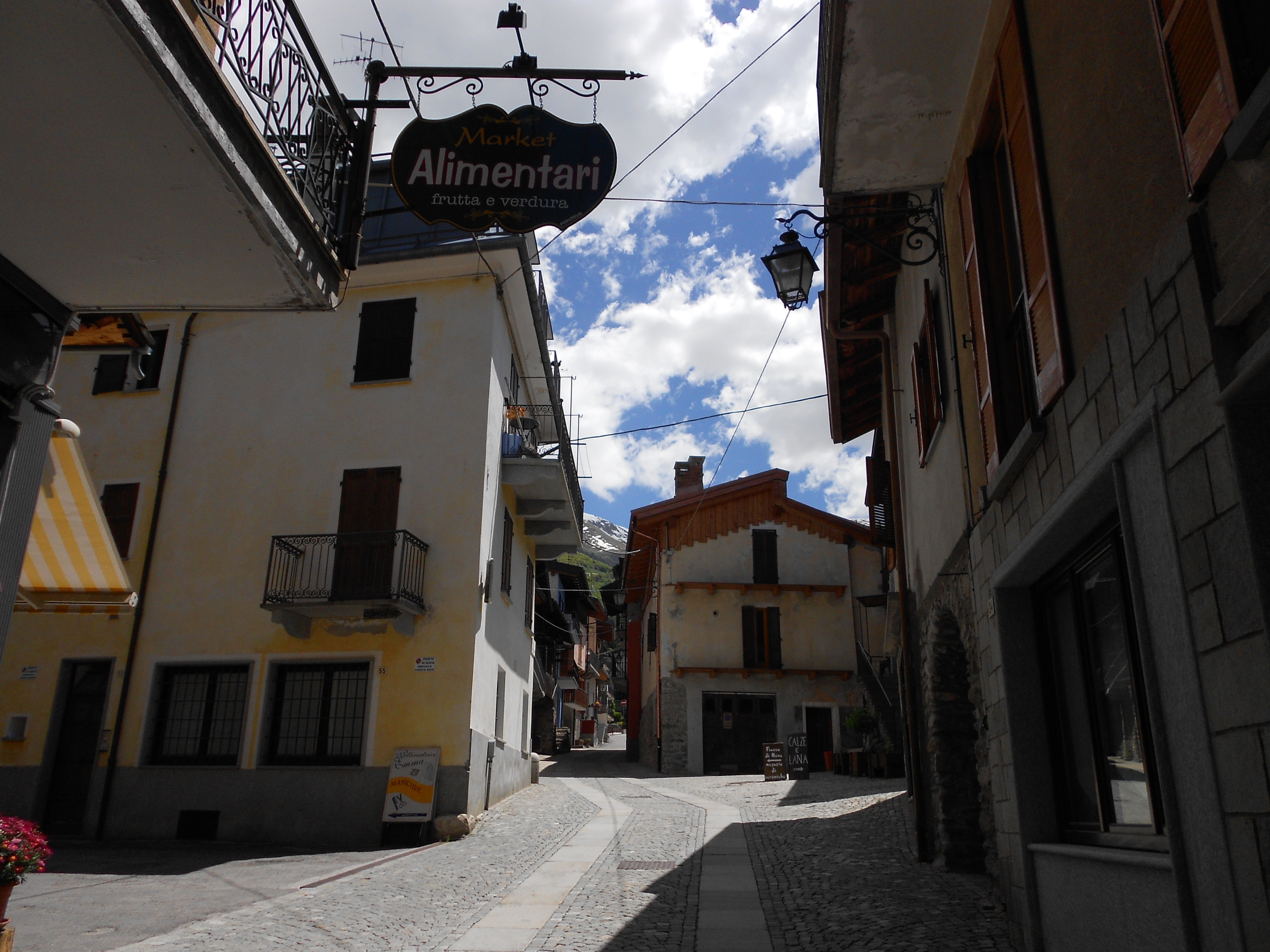
Im Zentrum von Limone

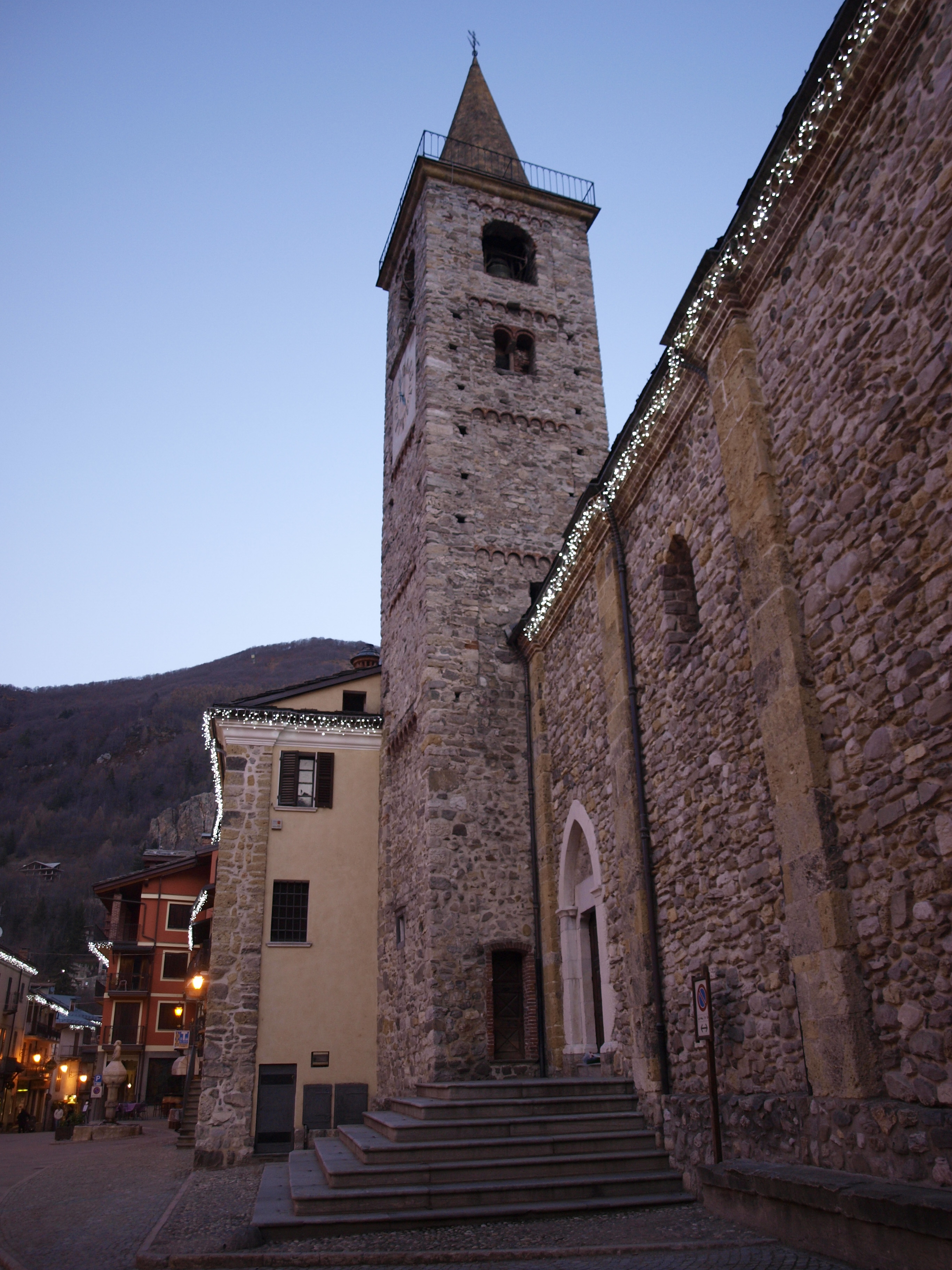
Pfarrkirche San Pietro

Der Ortsname gallischen Ursprungs zeugt von der Bedeutung der kulturellen Beziehungen entlang der vorrömischen Routen. Für die Etymologie müssen wir auf das gallische Wort „limo“ zurückgreifen, das „Ulme“ bedeutet und in Frankreich gut dokumentiert ist. Die mittelalterliche Dokumentation berichtet jedoch von „Limonus“, dessen Bedeutung „durch die Ulme geprägter Ort“ ist, was nach Ansicht einiger Gelehrter an den Kult und die symbolische Bedeutung dieses Baumes in der mittelalterlichen piemontesischen Kultur erinnert. Der Name steht in keinem Zusammenhang mit der Zitrone, die seit mindestens 1614 auch im Gemeindewappen abgebildet ist.
Über die frühe Geschichte des Dorfes und seine Ursprünge liegen keine sicheren Informationen vor. Es scheint jedoch, dass es bereits seit der Römerzeit als Rastplatz an der Straße existierte, die den Alpenkamm am Tenda-Hügel überquerte. Im 10. Jahrhundert erlitt es schwere Zerstörungen durch sarazenische Banden. Zum ersten Mal erscheint es in antiken Dokumenten im Jahr 1198. Einige Jahre später wurde es als Gemeinde gegründet, aber bald von Anjou-Truppen besetzt, die die Herrschaft bis 1275 behielten. Anschließend fiel es in die Macht der Grafen von Ventimiglia. Die Lascaris, mit denen sie Teil der Grafschaft Tenda wurden, bis der letzte Nachkomme der Familie, Enrichetta Villars, alle Rechte an der Grafschaft an die Savoyer abtrat, die ab 1575 deren Herren wurden.

## Sehenswürdigkeiten
- Die Pfarrkirche San Pietro in Vincoli im gotischen Stil.
- Die Kirche des Kapuzinerklosters aus dem 18. Jahrhundert.
- Das Oratorium von Sant’Antonio mit einem Gemälde, das den Heiligen darstellt.
- Die Kapelle von San Giovanni Battista.

## Verkehr
Die Staatsstraße 20 führt durch die Ortschaft, und weiter südlich durch den Col-de-Tende-Straßentunnel nach Frankreich. Seit 1891 hat Limone einen Bahnhof an der Bahnstrecke Cuneo-Limone-Ventimiglia, auch Tendabahn genannt.
Limone Piemonte ist Mitglied der Alpine Pearls, die sich für umweltfreundliche Mobilität im Alpenraum einsetzen.

## Radsport
Bislang gingen zwei Bergankünfte des Giro d’Italia in Limone Piemonte zu Ende. Im Jahr 2002 befand sich der Zielstrich der 5. Etappe im Skiresort Limone 1400, ehe die Strecke im Jahr 2005 auf den Colle di Tenda führte.
| Jahr | Etappe     | Bergwertung  | Fahrer           | Zielort        |
| ---- | ---------- | ------------ | ---------------- | -------------- |
| 2002 | 5. Etappe  | 1. Kategorie | Stefano Garzelli | Limone 1400    |
| 2005 | 17. Etappe | 1. Kategorie | Ivan Basso       | Colle di Tenda |

Im Jahr 2025 soll die 2. Etappe der Vuelta a España mit einer Bergankunft in Limone Piemonte zu Ende gehen. Als Zielort dient das Skiresort Limone 1400, wobei der Schlussanstieg der 2. Kategorie zugeordnet wird.
| Jahr | Etappe    | Bergwertung  | Fahrer | Zielort     |
| ---- | --------- | ------------ | ------ | ----------- |
| 2025 | 2. Etappe | 2. Kategorie |        | Limone 1400 |